# Eunotidae
Eunotidae (лат.) — семейство паразитических наездников из надсемейства Pteromalidae Chalcidoidea отряда перепончатокрылые насекомые. До 2022 года в статусе подсемейства Eunotinae из семейства Pteromalidae и включало около 80 видов (в Неарктике 6 родов и 8 видов). Встречаются всесветно.

## Описание
Паразитоиды или гиперпаразитоиды червецов и щитовок из надсемейства Coccoidea и других насекомых, или развиваются как хищники яиц Coccoidea внутри тела самок. Несколько видов были использованы в биологическом контроле вредителей. Среди хозяев известны представители семейств Aleyrodidae, Aphididae, Asterolecaniidae, Coccidae, Dactylopiidae, Diaspididae, Eriococcidae, Lecaniodiaspididae, Margarodidae, Pseudococcidae. Кроме того, встречаются в качестве гиперпаразитов у Encyrtidae (Hymenoptera), Coccinellidae (Coleoptera) и Gracillariidae (Lepidoptera). 
Голова сзади обрамлена килем или резко угловата позади оцеллий. Между булавой усика и педицеллюсом (первый мелкий членик после скапуса) обычно находится 5 сегментов у самок или 4 у самцов. Парапсидальные борозды груди полные. Первый тергит, как минимум, составляет половину длины всего брюшка.
Вид Idioporus affinis (выделенный в отдельную трибу и род) паразитирует на гигантской белокрылке Aleurodicus dugesii Cockerell (Homoptera: Aleyrodidae). Он является потенциальным агентом для биологического контроля этого вредителя, который в настоящее время интродуцирован в США (Калифорния, Луизиана, Техас), где наносит вред сельскому хозяйству.

## Систематика
В 2022 году в ходе реклассификации птеромалид это крупнейшее семейство хальцидоидных наездников было разделено на 24 семейства и объём подсемейства Eunotinae был сокращён до трибы Eunotini и оно выделено в отдельное семейство Eunotidae. Другие трибы были отделены. Idioporini стала отдельным семейством Idioporidae, а Moranilini и Tomocerodini выделены в семейство Moranilidae.
- †Butiokeras Burks & Heraty
- Cavitas Xiao & Huang, 2001
- Cephaleta Motschulsky, 1859
- Epicopterus Westwood, 1833
- Eunotus Walker, 1834
- Mesopeltita Ghesquière, 1946
- Scutellista Motschulsky, 1859

До 2022 года группа включала 23 рода и около 80 видов и в ней выделяли 4 трибы: Eunotini (встречаются всесветно), Idioporini (Неотропика), Moranilini (Южное полушарие), Tomocerodini (Неотропика).
- Amoturella Girault, 1913
- Aphobetus Howard, 1896
- Australeunotus Girault, 1922
- Australurios Girault, 1926
- Cavitas Xiao & Huang, 2001
- Cephaleta Motschulsky, 1859
- Epicopterus Westwood, 1833
- Eunotomyiia   Girault, 1922
- Eunotus Walker, 1834
- Globonila Boucek, 1988
- Hirtonila Boucek, 1988
- Idioporus LaSalle & Polaszek, 1997
- Ismaya Boucek, 1988
- Kneva Boucek, 1988
- Mesopeltita Ghesquière, 1946
- Mnoonema Motschulsky, 1863
- Moranila Cameron, 1883
- Ophelosia Riley, 1890
- Promuscidea  Girault, 1917
- Scutellista Motschulsky, 1859
- Tomicobiella Girault, 1915
- Tomicobomorpha Girault, 1915
- Tomocerodes Girault, 1916